# N-540
La carretera N-540 es una carretera nacional española que une las ciudades gallegas de Lugo y Orense. Inicia en Lugo, saliendo desde la N-6, y termina en la N-525 (Benavente-Santiago de Compostela) a su paso por Cambeo, localidad del municipio de Coles, cerca de Orense.
En la actualidad se encuentra desdoblada entre su tramo entre Guntín y Lugo por la A-54.

## Lugares de paso
- Guntín (N-547)
- Ventas de Narón (Puertomarín) (N-640)
- Taboada
- Chantada
- A Barrela (Carballedo)

- Datos: Q12393812